# Asynapta communis
Asynapta communis är en tvåvingeart som beskrevs av Boris Mamaev och Zaitzev 1997. Asynapta communis ingår i släktet Asynapta och familjen gallmyggor. Inga underarter finns listade i Catalogue of Life.